# Anna Eriksdotter
Anna Eriksdotter o Anna Ersdotter (1624 – 15 de junio de 1704), llamada Sotpackan (en sueco, bruja del hollín), fue una mujer sueca acusada de ser una bruja. Fue la última persona ejecutada por brujería en Suecia.

## De fondo
Anna Eriksdotter fue ampliamente rumoreada de ser una bruja por décadas antes de su juicio. Era originaria de Bollnäs y se trasladó al pueblo de Skomakarbacken con su marido, que era soldado, aproximadamente en 1680.
Su capacidad para curar heridas hemorrágicas y su inusual buena mano con los animales le dio el apodo de sotpackan y se rumoreaba que la causa era que tenía un pacto con Satán. Por un tiempo fue criada del vicario del pueblo, pero la despidió cuando se enteró de esas habladurías.
Una mañana cuando el vicario iba a la iglesia para dar un sermón, unas semillas habían sido plantadas en el camino a la iglesia, y cuándo entró allí, presuntamente fue incapaz de hablar.

## Juicio
En 1704, Anna Eriksdotter fue arrestada y encarcelada en Eskilstuna. Había sido acusada por Nils Jonsson de haberle causado ceguera, mudez y sordera usando hechicería. El motivo sería que Nils había rechazado darle tabaco. Anna le habría preguntado si le daba salchichas, un pastel y lana, él se lo dio, y entonces ella se fue a su casa. Un tiempo más tarde, había estado hablando con la viuda Karin cuando ella reclamó que sintió un soplo de aire en su mejilla y notó como si su cara se paralizase, afirmando que salió agua de su oreja derecha y su boca se torció. Sospechó que Anna le había lanzado un hechizo, llamándola para decirle que retirara la maldición, en lo cual "estuvo de acuerdo", y entonces ella se sintió mejor. Los testigos reclamaron que esto era cierto.

## Sentencia
Anna confirmó libremente toda la historia. Reclamó que había actuado contra Nils Jonsson porque él la había tratado de malos modos. También confesó haber puesto una maldición sobre el vicario en venganza por haberla despedido. Afirmó que había estado al servicio de Satán desde su niñez, cuándo creó lobos para atacar las ovejas del vecino. Reclamó que cuando era jovencita, su madre untó una ternera con un ungüento y sobre ella volaron a través de la chimenea hacia Blockula.
El tribunal local la juzgó culpable de hechicería y la sentenció a muerte. El tribunal supremo nacional revocó la pena de muerte. Pero el monarca, que tenía autoridad para confirmar o revocar cualquier pena, sin embargo la confirmó, a pesar de la recomendación del tribunal supremo de que debía evitarse porque era vieja y estaba confundida y "llena de locas imaginaciones". Fue descrita como arrepentida y "muy devota en sus oraciones y ruegos".

## Ejecución y consecuencias
Fue ejecutada en Eskilstuna por decapitación el 15 de junio de 1704. Fue la última persona en ser ejecutada por brujería en Suecia. Su caso era aislado; pocas personas habían sido acusadas de hechicería en Suecia después de Malin Matsdotter en 1676, y fue también la última en serlo, aun así, hubo otra ocasión más donde varias personas fueron juzgadas culpables de hechicería, aunque no recibieron penas de muerte. En 1720, una niña en el pueblo de Södra Ny socken, Värmland acusó a once mujeres de secuestrar niños para Satán, y en 1724, aquellas entre las acusadas que habían confesado fueron condenadas a ser azotadas, siendo la última vez que alguien fue juzgado culpable de hechicería en Suecia.
En 1757, una histeria de brujas estalló en la parroquia de Ål en Dalarna, donde trece mujeres y cinco hombres fueron acusados de secuestrar niños para Satán. El gobernador Pehr Ekman permitió que fueran arrestados, interrogados y torturados. El asunto fue tratado por las autoridades locales y la iglesia, y cuando el suceso se supo por el país, fue tratado como un escándalo: el parlamento emitió una investigación, todos los acusados fueron liberados y pagados por el asesor de Catalina Carlota De la Gardie, y Ekman, que había aceptado las acusaciones de brujería y permitido la tortura, fue sentenciado a prisión y despojado de su puesto. Formalmente, la ley de brujería se mantuvo hasta que fue abolida en 1779.